# ロドヴィコ2世 (イタリア王)

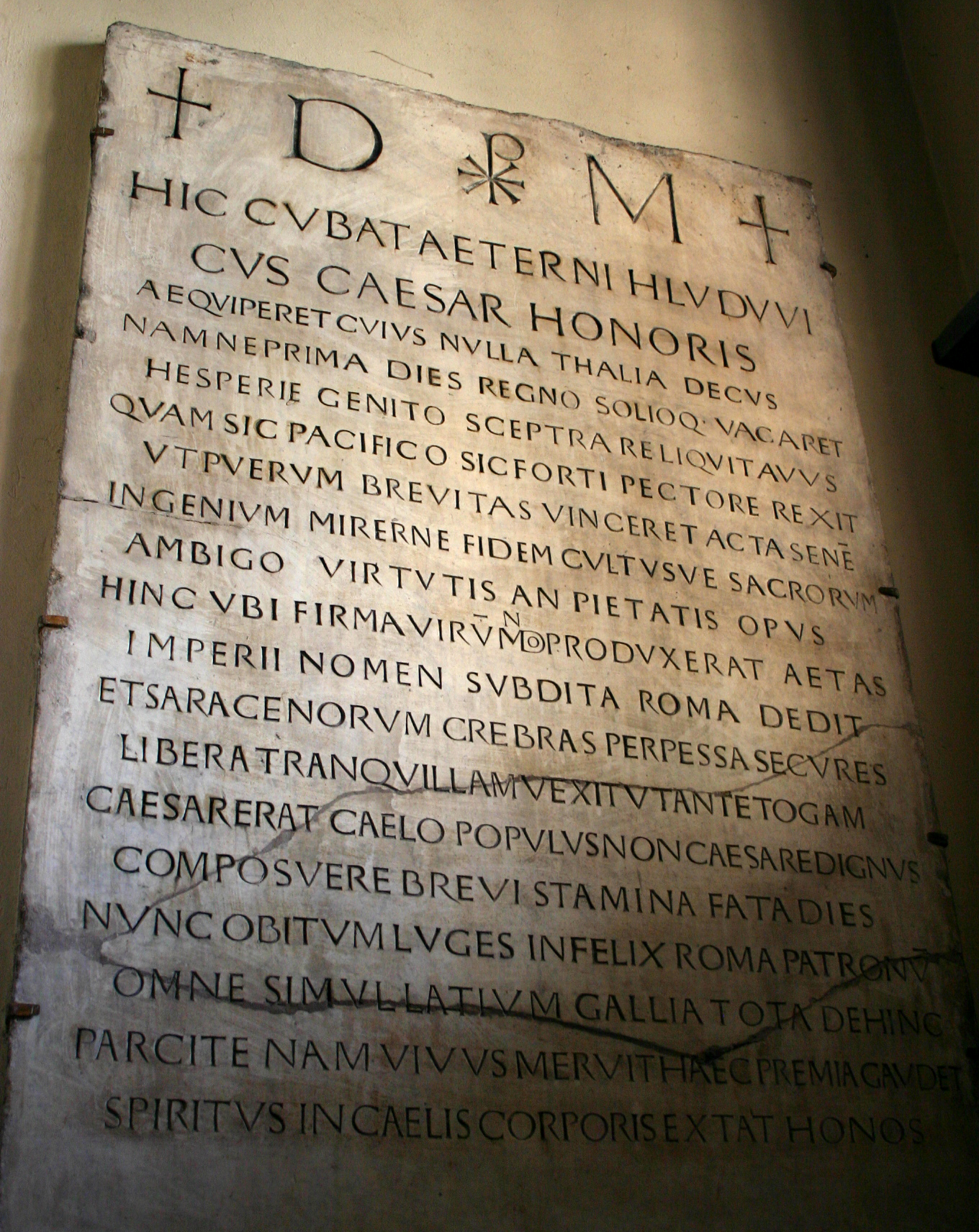
ミラノにあるロドヴィコ2世の墓碑

ロドヴィコ2世（伊: Ludovico II、825年 - 875年8月12日）は、中世のイタリア王（在位：839年　- 875年）。ローマ皇帝ルートヴィヒ2世（ドイツ語: Ludwig II., 在位：850年 - 875年)。中部フランク国王・ローマ皇帝ロタール1世の長男で、855年までは父の共同王並びに共同皇帝であった。

## 帝位の継承
ロドヴィコは皇帝ロタール1世とトゥール伯ユーグの娘エルマンガルドとの間に長男として生まれた。839年にイタリア王とされ、844年6月15日に教皇セルギウス2世によりローマで戴冠した。850年には教皇レオ4世によりローマで共同皇帝としても戴冠した。855年9月、父ロタール1世は死に際して中フランク王国を3分割して3人の息子に与え、長子のロドヴィコはイタリアの統治権を相続した。父の死により単独の皇帝となったロドヴィコであったが、帝国（フランク王国）全体に皇帝としての権威を示すことはできなかった。またイタリアの統治権も、曾祖父であるカール大帝の時代からではあるが、北半分にしか及んでいなかった。

## 南イタリアにおけるイスラム軍との戦い
839年以降、南イタリアのベネヴェント侯国では継承争いが起こり、その際に傭兵として雇われたイスラム教徒がバーリにイスラム教国を樹立した。846年にはイスラム軍によるローマへの侵入と略奪が起こり、ロドヴィコはイタリアへのイスラム勢力の侵入に対処せねばならなくなった。847年にイスラム教徒をベネヴェントから追い払い、849年にはロドヴィコの調停によりベネヴェント侯国が分割されることでベネヴェント継承問題は解決したが、その後も南イタリアに侵入するイスラム軍との戦いに追われた。871年にはイスラム勢よりバーリを奪還したものの、南イタリアに侵入するイスラム軍に対処するため東ローマ帝国の協力を必要としたために、873年に南イタリアにおける東ローマ皇帝バシレイオス1世の宗主権を認めることとなった。

## 領土の再編成
863年、ブルグント南部とプロヴァンスを相続していた末弟シャルルが相続人なく死去すると、その遺領はロドヴィコと弟ロタール2世の間で分割され、ロドヴィコはアルル、エクス、アンブランの各司教区とプロヴァンス王位を獲得し、イタリア王国に併合した。869年には弟ロタール2世も嫡出子がないまま死去したが、この時にはロドヴィコはイスラム軍との戦いのためにイタリアから離れられず、ロタールの遺領であるロタリンギア（ロレーヌ）は叔父である西フランク王シャルル2世に奪われた。その後、ロタリンギアは東フランク王ルートヴィヒ2世も相続権を主張し、870年のメルセン条約において、ルートヴィヒ2世とシャルル2世との間で分割された。
875年8月12日、ロドヴィコ2世は男子相続人なく、イタリアのゲーディで死去した。ロドヴィコは後継者として東フランク王ルートヴィヒ2世を選んでいたが、イタリア王国およびローマ皇帝位は教皇ヨハネス8世の支持を得た西フランク王シャルル2世が獲得した。

## 子女
851年、スポレート公アデルキ1世の娘とみられるエンゲルベルガと結婚、2女をもうけた。
- エルマンガルド（イルミンガルド）（852年/855年 - 896年） - 後のプロヴァンス王ボソと結婚
- ギーゼラ（852年/855年 - 868年） - ブレシアのサン・サルヴァトーレ女子修道院長